# Ronde van Piemonte 1918
De twaalfde editie van de Ronde van Piemonte (ook wel bekend als Gran Piemonte) werd verreden op 14 oktober 1918. 
De wedstrijd werd gewonnen door Ettore Bianchi.

## Uitslag
| Plaats  | Naam              | tijd     |
| ------- | ----------------- | -------- |
| Winnaar | Ettore Bianchi    | 6u27'00" |
| 2       | Luigi Sinchetto   | z.t.     |
| 3       | Nino Ronco        | + 10'15" |
| 4       | Ilario Pogliani   | + 12'15" |
| 5       | Carlo Giacchino   | + 23'15" |
| 6       | Ernesto Naretto   | + 30'15" |
| 7       | Pierino Abellonio | + 39'15" |
| 8       | Angelo Guasco     | z.t.     |
| 9       | Arnaldo Morra     | + 48'15" |
| 10      | Muzio Fiorini     | + 54'15" |

1906 · 1907 · 1908 · 1909 · 1910 · 1911 · 1912 · 1913 · 1914 · 1915 · 1916 · 1917 · 1918 · 1919 · 1920 · 1921 · 1922 · 1923 · 1924 · 1925 · 1926 · 1927 · 1928 · 1929 · 1930 · 1931 · 1932 · 1933 · 1934 · 1935 · 1936 · 1937 · 1938 · 1939 · 1940 · 1941 · 1942 · 1943 · 1944 · 1945 · 1946 · 1947 · 1948 · 1949 · 1950 · 1951 · 1952 · 1953 · 1954 · 1955 · 1956 · 1957 · 1958 · 1959 · 1960 · 1961 · 1962 · 1963 · 1964 · 1965 · 1966 · 1967 · 1968 · 1969 · 1970 · 1971 · 1972 · 1973 · 1974 · 1975 · 1976 · 1977 · 1978 · 1979 · 1980 · 1981 · 1982 · 1983 · 1984 · 1985 · 1986 · 1987 · 1988 · 1989 · 1990 · 1991 · 1992 · 1993 · 1994 · 1995 · 1996 · 1997 · 1998 · 1999 · 2000 · 2001 · 2002 · 2003 · 2004 · 2005 · 2006 · 2007 · 2008 · 2009 · 2010 · 2011 · 2012 · 2013 · 2014 · 2015 · 2016 · 2017 · 2018 · 2019 · 2020 · 2021 · 2022 · 2023 · 2024